# 大阪市立東洋陶磁美術館
| 飛青磁花生 元時代（国宝） |  | 油滴天目 南宋時代（国宝） |
| 飛青磁花生 元時代（国宝） |  | 油滴天目 南宋時代（国宝） |

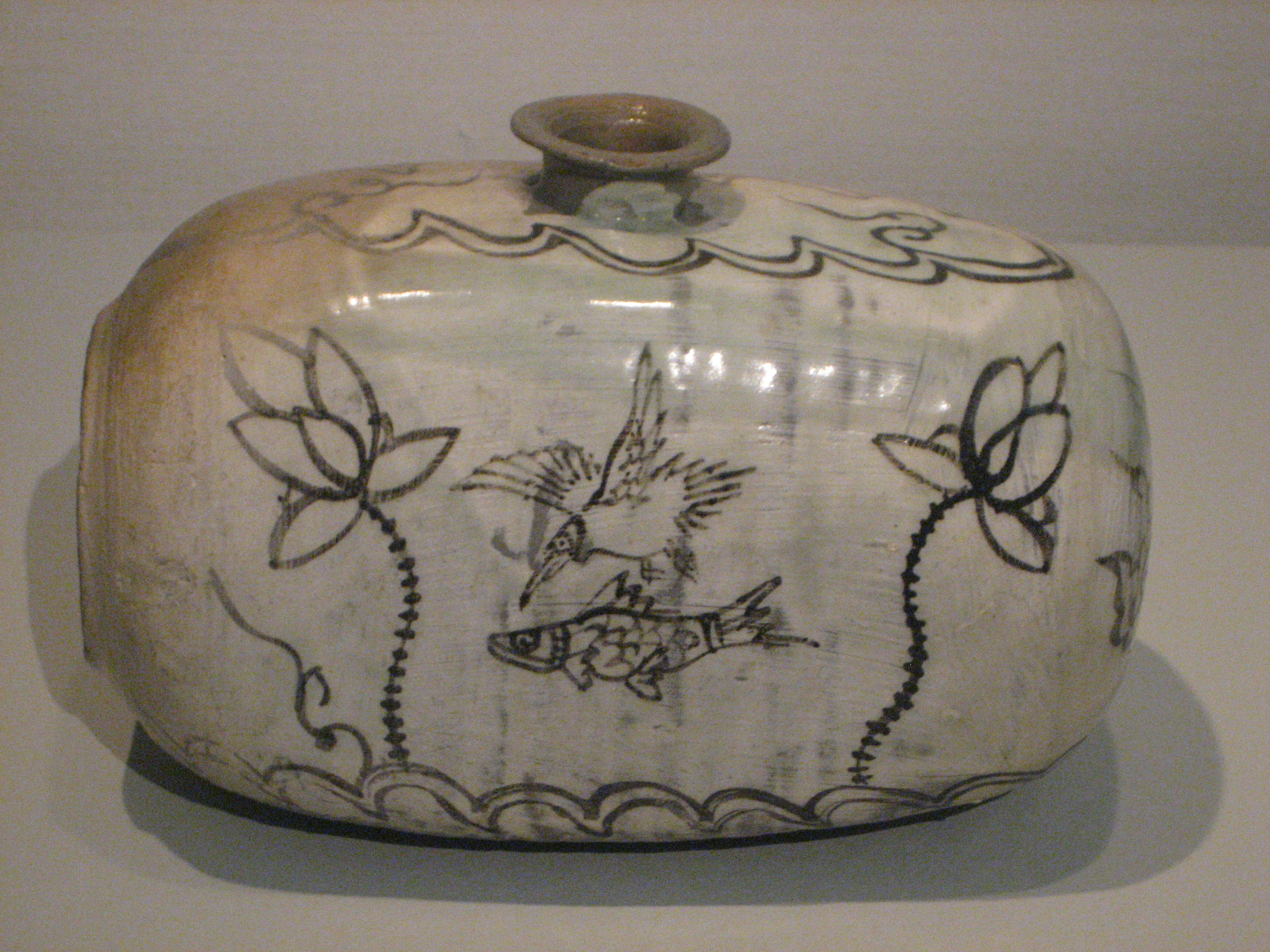
粉青沙器白地鉄絵蓮池鳥魚文俵壺 朝鮮時代 15 - 16世紀

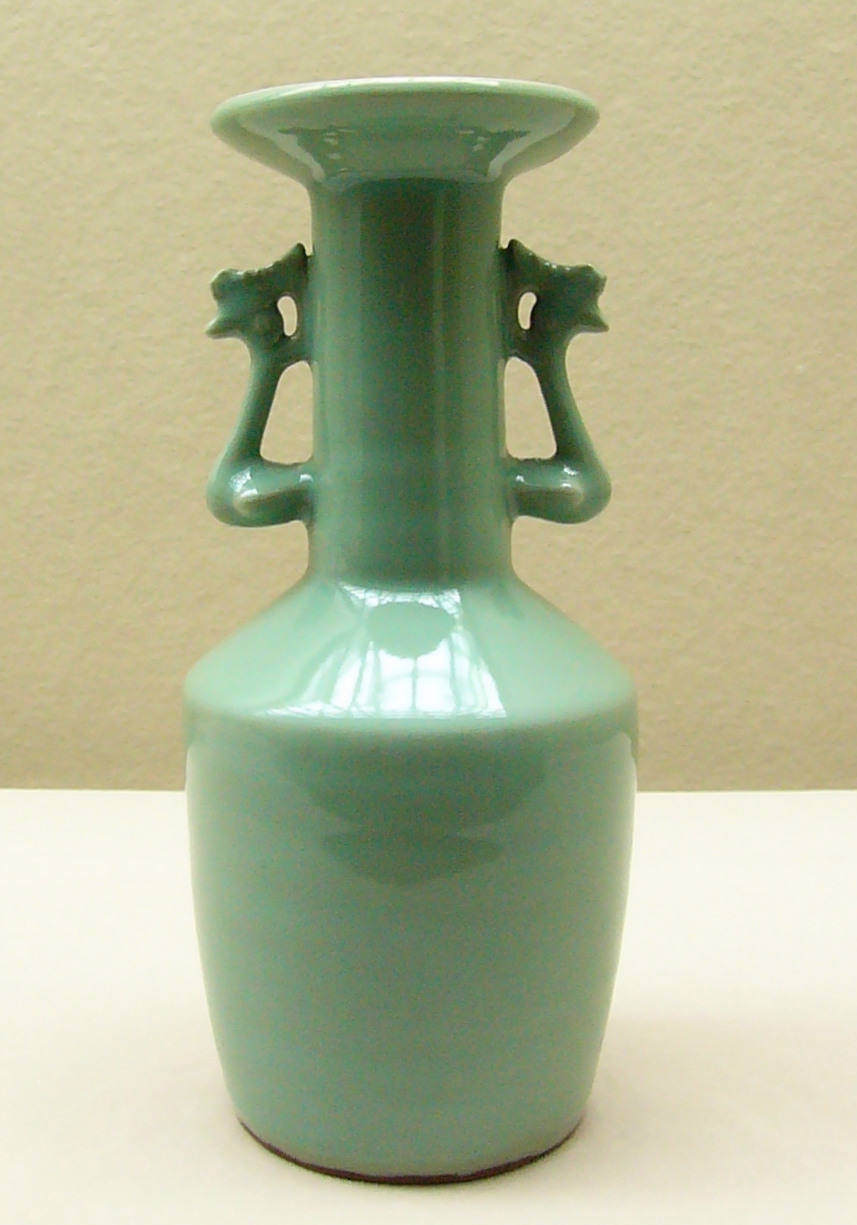
青磁鳳凰耳花生 南宋時代（重要文化財）

大阪市立東洋陶磁美術館（おおさかしりつとうようとうじびじゅつかん）は、大阪市北区中之島一丁目にある、東洋の陶磁器をメインとして展示している市立美術館。住友グループから寄贈された安宅コレクション（あたかコレクション）と呼ばれる東洋陶磁コレクションを核として、1982年（昭和57年）に開館した。

## 概要
高麗・朝鮮時代の朝鮮陶磁、中国陶磁を中心に、国宝2件、国の重要文化財13件を含む約4000点が収蔵されている。この珠玉のコレクションは、後述する安宅コレクションを中心に、他のコレクションからの寄贈や購入を加えて、徐々にその数を増していったものである。

## 安宅コレクションと開館までの経緯
本美術館の中心となる「安宅コレクション」は、元々はかつて大手総合商社の一角として知られた安宅産業が、その創業家二代目で会長・相談役社賓を歴任した安宅英一主導の下で収集したものである。
発端は、近代日本画の速水御舟の作品を収集していた演出家で文芸評論家の武智鉄二が、戦後、武智歌舞伎を立ち上げそれを運営するに当たって、費用を捻出するために自身の所有する御舟の作品を売却し始めたことを、かねてから親交のあった英一が知ったことだった。英一は作品の散逸を恐れたものの個人での資金負担が難しいため、安宅産業の役員に相談して、御舟の作品購入のために会社が乗り出す仕組みを考案。1951年（昭和26年）の同社取締役会で、企業利益の社会還元と社員教養の向上のため、美術品収集を会社事業の一環として行うことを正式に決議。以後、御舟の代表作である「炎舞」、「翠苔緑芝」、「名樹散椿」がコレクションに加わり、最終的には日本画30点、素描76点、計106点に上る日本最大のコレクションに成長していく。
英一は社業の傍ら東洋陶磁のコレクション形成に心血を注ぎ、他のコレクターの名品も次々と安宅コレクションに加えていった。その総額は二十数年間で七十数億円にも上る。そのため特に初期には、世間から金にあかせて買いまくっているという批判も強かったが、実際には異なる。あくまで会社のコレクションのため、購入には月々の購入限度額が決まっており、会社の了解を取らねばならなかった。名品が出てきた時には資金を1年先、2年先まで先食いしていたのが実際の所で、これが改善されたのは会社の景気が良くなった昭和40年代後半頃だという。
しかし安宅産業は第一次石油危機が原因でカナダで推進していた製油所プロジェクトが失敗したことで巨額損失を被り、1975年（昭和50年）に経営危機が発覚。主力銀行の住友銀行（住銀、現：三井住友銀行）などによる解体再編の末、1977年（昭和52年）10月1日に伊藤忠商事に吸収合併された。
伊藤忠商事が引き受けなかった安宅産業の残存財産のうち、2000億円余りは住銀を含め取引16行が合併前日に一斉償却した。また残る約3000億円に関しては、合併に先立って受け皿会社の「エーシー産業」を1977年4月に設立。この折に鑑定評価額が当時で152億円にもなった約1000点の東洋陶磁コレクションも、ひとまず同社が引き継いだ。なお速水御舟の作品106点は、合併の前年9月に、一括して山種美術館を運営する山種美術財団に購入してもらっている。この東洋陶磁コレクションの帰趨については、文化庁をはじめとする関係各方面から、貴重で体系的なコレクションを散逸させることなく、保存に善処を望む要望が数多く寄せられていた。
そうした要望を踏まえ、1980年（昭和55年）3月に住銀頭取だった磯田一郎は、公共機関に寄托することが最もふさわしいと判断、大阪市への寄贈を決めた。また市の負担を回避するために、住銀を中心とした住友グループ21社の協力の下、1982年（昭和57年）3月までの2年間に、総額152億円を市の文化振興基金に寄付。市はその寄付金で965件、約1000点のコレクションを買い取ることにした。またコレクションを収蔵・展示するため、市は中之島公園内に美術館の建設を決定するが、その建築資金18億円は、基金への寄付金の積み立てに伴う運用利息で賄った。
英一の側近の伊藤郁太郎（初代館長）は『美の猟犬 安宅コレクション余聞』で、詳しい経緯を回想している。伊藤によると、英一は経営危機でコレクションへの発言権を失っていく最中に、「会社のためなら、安宅コレクション一切を投げ出してもよいのですよ。それで会社が救われさえすれば…」と漏らしていたという。また、美術館開館後に訪れた英一に、伊藤が「あれほど一生懸命お集めになったコレクションが、人出に渡ってしまって、さぞお口惜しいことでしょう。お気落としになっておられるでしょうね、と慰めて下さる方が多いです。」と言うと、英一は「コレクションは、誰が持っていても同じでしょう」と答え、コレクションがどのような結末を迎えようが、コレクションとして続く限りその価値は変わらないという、英一のコレクターとしての境地を示している。
寄贈された安宅コレクションは965件で、その内訳は以下の通りであった。
- 中国陶磁 144件（後漢2、六朝1、唐23、五代3、宋47、元18、明50）
- 朝鮮陶磁 793件（統一新羅時代4、高麗304、朝鮮時代485）
- その他 28件（ベトナム陶磁5、日本陶磁2、中国工芸5、朝鮮工芸10、日本工芸その他6）

朝鮮陶磁は数も多い上に作風も多様で、今日成し得るコレクションとしては歴史的変遷、陶芸技法による分類の上でもほぼ完全で、私的なコレクションとしては世界第一と言ってよい。一方、中国陶磁については名品主義的で質は極めて高いが、清代陶磁が1点もないなど陶磁史的には不完全である。また、展示公開は厳選主義で行っているため、安宅コレクションは名品ばかりと思われている面もあるが、実際にはあまり人に見せたくない作品も混じっているという。
1982年（昭和57年）に美術館の開館した後も、さらに複数のコレクターからの寄贈を受け、特に1999年（平成11年）には在日韓国人実業家李秉昌からの寄贈で、多くの朝鮮陶磁の名品が所蔵された。
1986年（昭和61年）5月11日には、第37回全国植樹祭に出席するために大阪入りした昭和天皇が、美術館に行幸している。

## 建築概要
- 竣工 - 1982年10月（本館）、1998年9月（新館）
- 構造・規模 - RC+SRC、地上3階建、地下1階建
- 備考 - BCS賞受賞（1984年）

## 施設
- 企画展示室
- 特集展示室
- 日本陶磁室
- 中国陶磁室
- 韓国陶磁室
  - 李秉昌コレクション
- 映像ライブラリ
- ロビー1・2
- ラウンジ1・2
- 喫茶サロン
- ミュージアムショップ

## 主な収蔵品

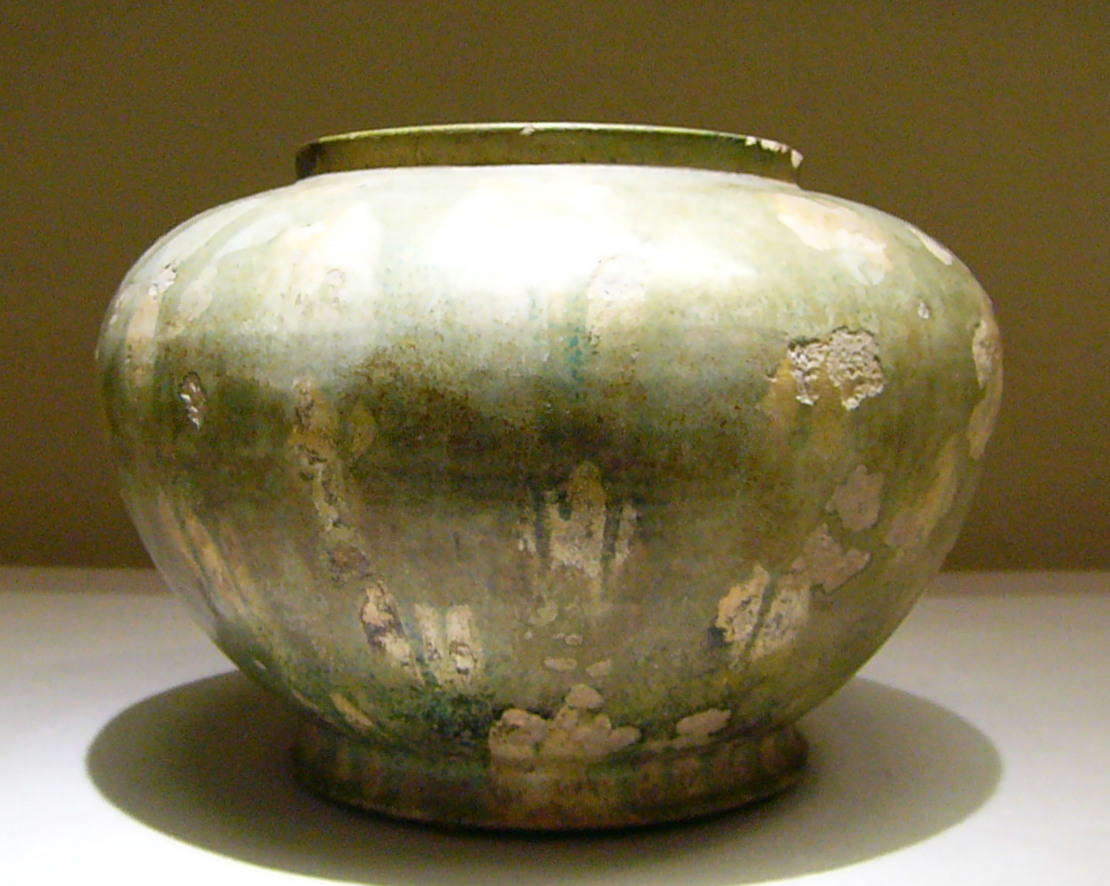
奈良三彩壺（重要文化財） 奈良時代 8世紀

### 国宝
- 油滴天目茶碗（南宋、建窯（中国語版））12-13世紀 豊臣秀次、西本願寺、三井家を経て若狭酒井家伝来
- 飛青磁花生（元、龍泉窯）13-14世紀 鴻池家伝来

### 重要文化財
- 青磁雕花牡丹唐草文瓶（北宋、耀州窯）
- 白磁刻花蓮華文洗（北宋、定窯）（重文指定名称は「白磁蓮華文深鉢」）
- 白磁銹花牡丹唐草文瓶（北宋、定窯）
- 緑釉黒花牡丹文瓶（金、磁州窯系）
- 木葉天目茶碗（南宋、吉州窯）
- 青磁鳳凰耳花生（南宋、龍泉窯）
- 青花牡丹唐草文盤（元、景徳鎮窯）（重文指定名称は「染付牡丹唐草文大皿」）
- 青花蓮池魚藻文壺（元、景徳鎮窯）（重文指定名称は「染付魚藻文壺」）
- 青花花鳥文盤（明・永楽、景徳鎮窯）（重文指定名称は「染付宿禽文大盤」）
- 瑠璃地白花牡丹文大皿「大明宣徳年製」銘（明、景徳鎮窯）
- 法花花鳥文大壺（明）
- 青磁象嵌童子海石榴華文水注（高麗、12 - 13世紀）（重文指定名称は「高麗青磁象嵌牡丹唐草唐子文水注」）
- 奈良三彩壺

以上のうち、「青花牡丹唐草文盤」以外は安宅コレクション。

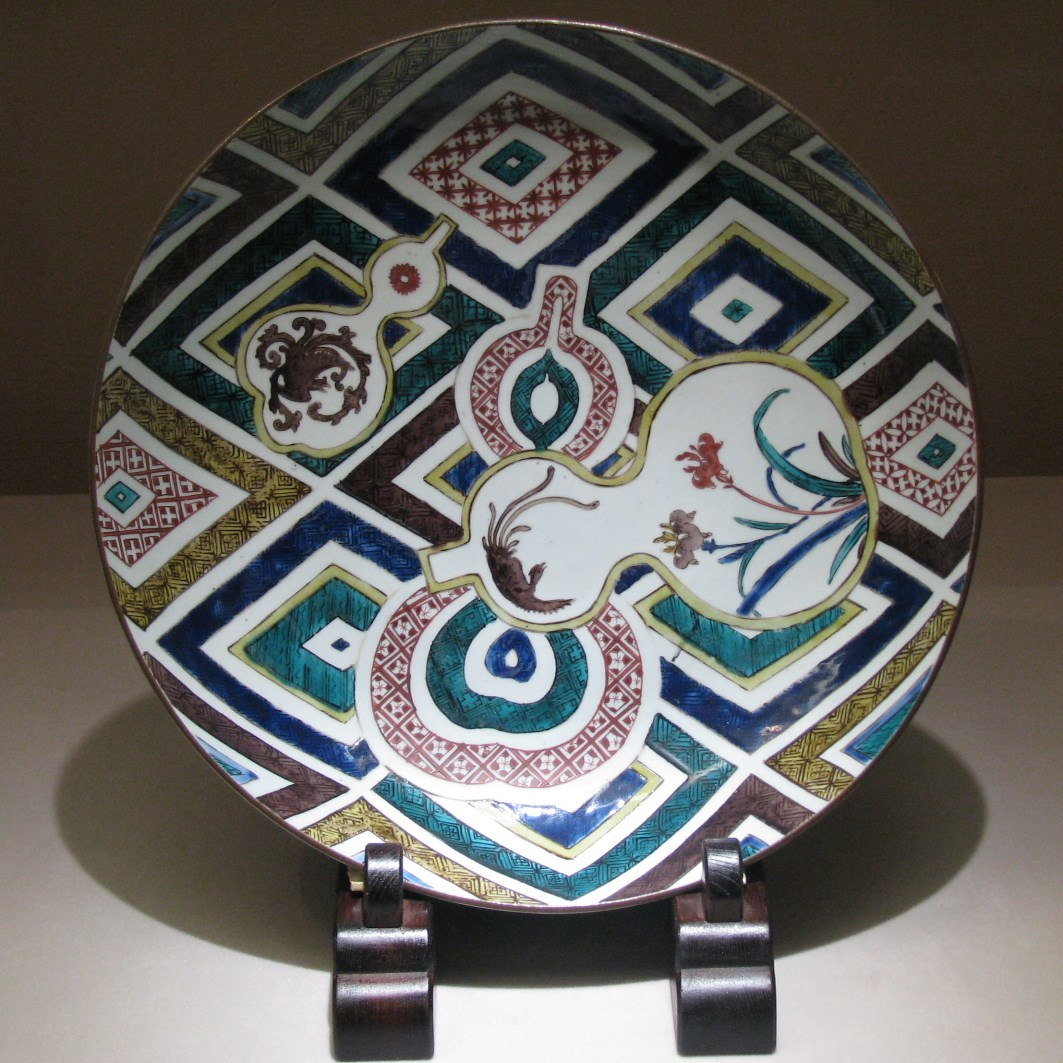
色絵菱畳地瓢箪文大皿 伊万里初期色絵 江戸時代 17世紀
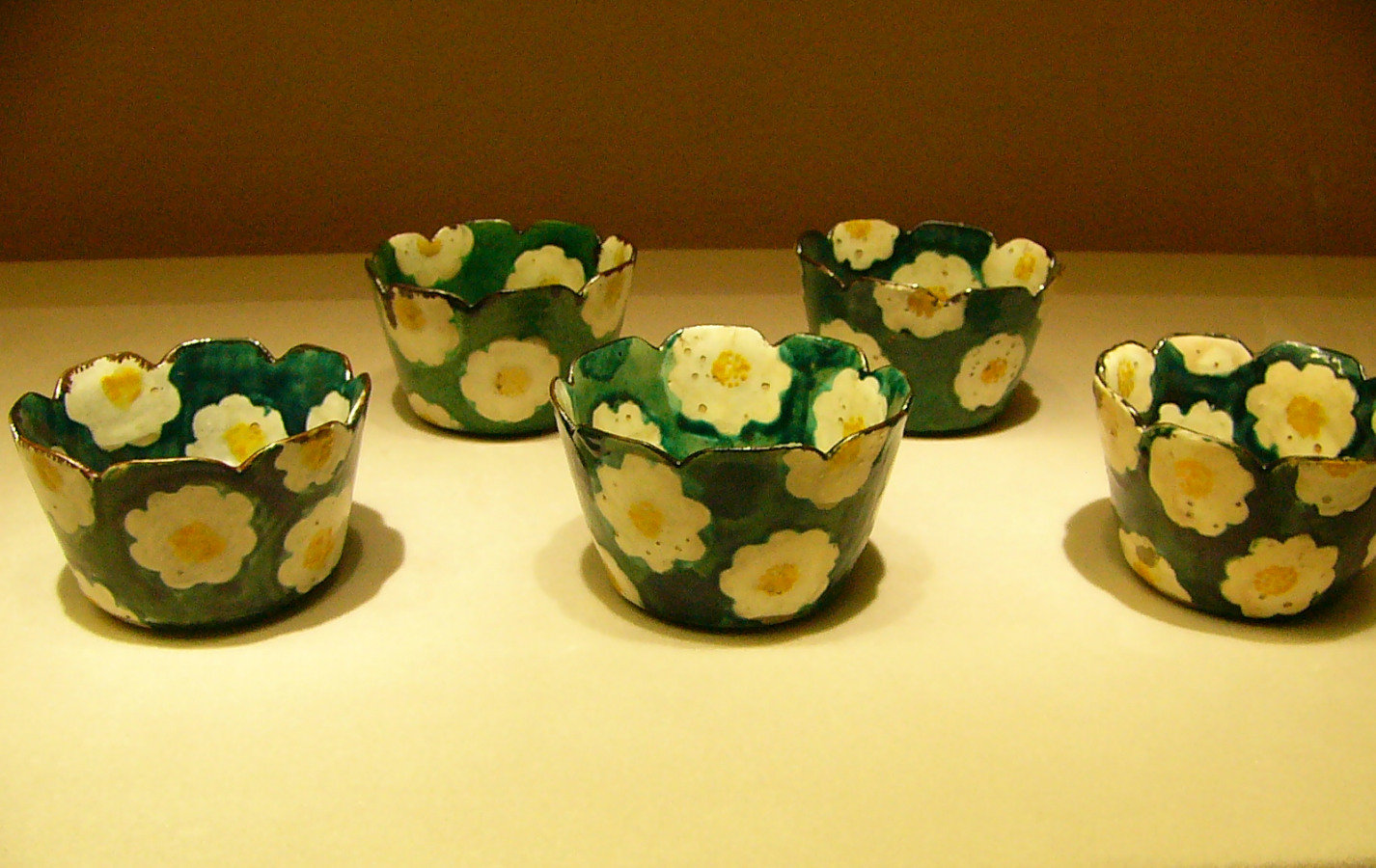
乾山 色絵椿文輪花向付 江戸時代 18世紀
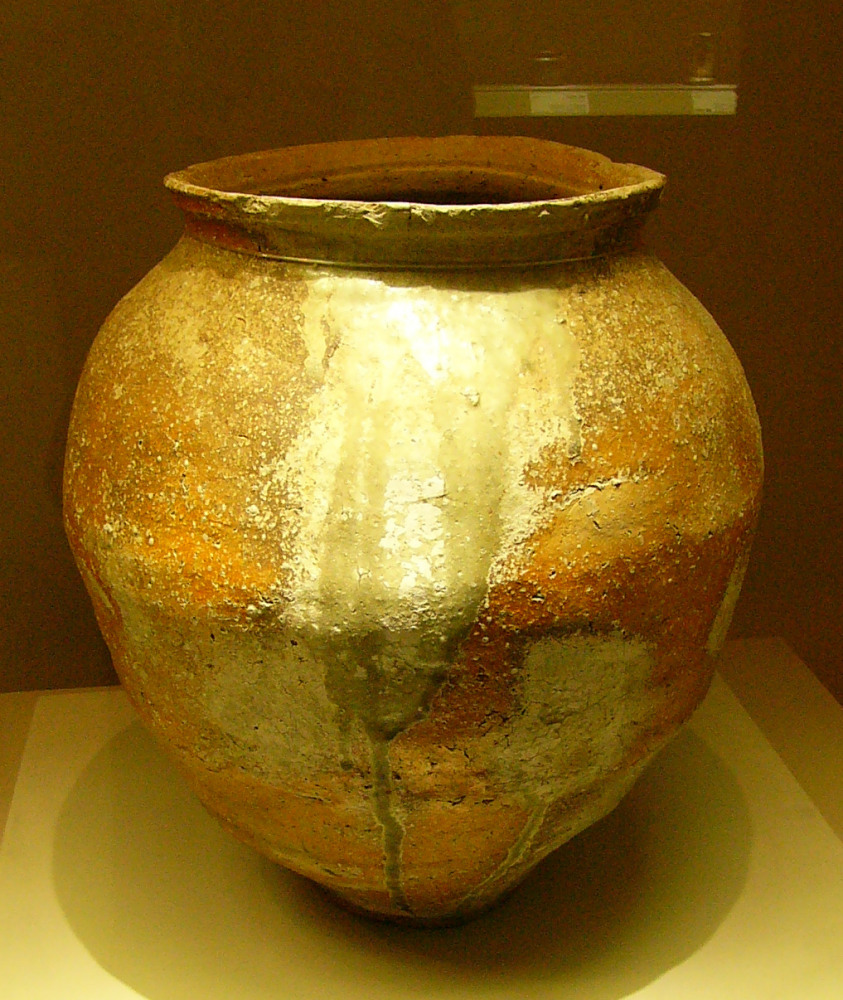
信楽大甕 室町時代 15 - 16世紀

## アクセス
- 北浜駅（Osaka Metro堺筋線・京阪本線）
- なにわ橋駅（京阪中之島線）
- 淀屋橋駅（京阪本線・Osaka Metro御堂筋線）

## 周辺施設
- 中之島
  - 中之島公園、大阪市中央公会堂、大阪府立中之島図書館、大阪市役所、大阪市立科学館、国立国際美術館、大阪中之島美術館
- 北浜
  - 大阪証券取引所

### 注
1. ↑  陶磁史・煎茶文化史が専門で、元・大阪市立美術館勤務
2. ↑  譲渡は、山種美術館の運営母体である山種証券（現：SMBC日興証券）が所有していた吉祥寺の美濃部達吉邸跡の土地と安宅産業が所有する御舟コレクションを等価交換する手立てを執った。これによって、安宅産業側は取得した土地を直ちにマンション建設業者であった子会社の安宅興産に売却。同社は跡地にマンションを建設した[5]。
3. ↑  このスキームを利用すれば法人税法上、寄付をした全額を損金として処理できるため、この寄付に応じた各社にとっても税負担の圧縮等メリットがあった。
4. ↑  この時期の日本国内における長期プライムレートは6～7%であるため152億円の基金があれば建築資金を十分に賄えた。

### 関連出版
- 『東洋陶磁の美 大阪市立東洋陶磁美術館コレクション』大阪市立陶磁美術館監修、美術出版社、2014年。三好和義撮影
- 『天目－中国黒釉の美』大阪市立東洋陶磁美術館編、中央公論美術出版、2020年。